# Gaby Moreno
Gaby Moreno est une chanteuse guatémaltèque.

## Biographie

### Enfance et formation
Elle naît en Guatemala,.
Dans une interview, elle déclare avoir commencé à développer un intérêt pour la musique à partir de 9 ans.
Elle arrive à Los Angeles en 2001.

### Carrière
Elle réalise son premier album en 2008.
Elle reçoit une nomination aux Emmy pour sa chanson thème de l'émission Parks and Recreation.
En 2019, Moreno et Van Dyke Parks réalisent un album intitulé ¡Spangled!. Il est nominé au Latin Grammy en 2020.